# قسم سروستان الريفي (مقاطعة بوانات)
قسم سروستان الريفي (بالفارسية: دهستان سروستان) هي منطقة سكنية تقع في إيران في قسم. يقدر عدد سكانها بـ 3,804 نسمة .